# Baggersee am Hart
Der Baggersee am Hart (Dietersheimer Weiher) ist ein Baggersee östlich von Eching im Landkreis Freising.
Er gehört zum Landschaftsschutzgebiet Freisinger Moos und Echinger Gfild.